# Mandolina barokowa
Mandolina barokowa (wł. mandolino) – instrument strunowy, szarpany z rodziny lutni.
Powstała w I poł. XVII wieku i wywodzi się od małej lutni sopranowej (mandory). Jej następczynią była mandolina neapolitańska. W latach 1600–1750 mandolina była instrumentem bardzo popularnym w orkiestrach barokowych i wielu kompozytorów włoskich, francuskich i niemieckich pisało na ten instrument. Powstało także kilka odmian mandoliny barokowej, takich jak mandolina genueńska (pierwsza mandolina o strunach metalowych), mandolina cremońska (pierwsza mandolina o zbliżonym do współczesnego stroju kwintowym) czy nieco późniejsze: mandolina mediolańska i mandolina lombardzka.

## Nazwa i pochodzenie
W epoce późnego renesansu lutnia podlegała licznym zmianom konstrukcyjnym. Ewolucja lutni renesansowej doprowadziła do powstania całej rodziny instrumentów lutniowych, od basowych po sopranowe. Jednym z takich instrumentów była mandora (fr. mandore). Nazwa ta po raz pierwszy wzmiankowana jest w źródłach francuskich w 1585 roku, zaś jej odpowiednik w literaturze włoskiej – mandola - w roku 1589.
Mandora/mandola była niewielkich rozmiarów sopranową odmianą lutni. Włoskie słowo mandolino (zdrobnienie od słowa mandola) pojawia się po raz pierwszy w 1634 roku jako określenie "małej mandoli", czyli właśnie mandoliny barokowej.

## Budowa
Mandolina barokowa należy do rodziny lutni. Podobnie jak inne lutnie posiada wypukłe, gruszkowate pudło rezonansowe, zbudowane z cienkich drewnianych listewek. Posiada także gryf, wokół którego wiązane są progi wykonane z jelit, oraz główkę z kołkami do mocowania strun. Główka jest umieszczona pod niewielkim kątem w stosunku do gryfu i zakończona charakterystycznym barokowym "zawinięciem", typowym np. dla lutni barokowej. Płyta wierzchnia wykonywana najczęściej ze świerku, posiada otwór rezonansowy zamknięty ozdobną rozetą, wyciętą w tejże płycie. Do płyty wierzchniej przymocowany jest na stałe mostek (inaczej niż w późniejszych mandolinach, gdzie mostek jest ruchomy).
Mandolina barokowa posiadała zwykle 6 chórów (par strun) wykonanych z jelit, choć starsze egzemplarze miewały czasem tylko 4 chóry.

## Strojenie
Istniało wiele różnych strojów mandoliny, najczęściej jednak spotykane były stroje tercjowo-kwartowe (podobnie jak w innych rodzajach lutni). Najpopularniejszym strojem mandolinowym w czasach baroku był strój: g, h, e', a', d", g".

## Technika gry
Technika gry na mandolinie barokowej nie różniła się znacząca od techniki gry na lutni. Struny szarpano zwykle palcami, czasem jednak używano również piórka, by wzmocnić dźwięk instrumentu. Mandolina, obok lutni barokowej, była instrumentem używanym w orkiestrach. Jednak w odróżnieniu od lutni, na mandolinie wykonywano partie zawierające tylko jedną linię melodyczną, a ponieważ mandolina była zazwyczaj instrumentem o najwyższym brzmieniu z całej orkiestry, był to zwykle głos wiodący w utworze.

## Muzyka i kompozytorzy
Najbardziej znanym kompozytorem barokowym, piszącym na mandolinę, był Antonio Vivaldi (ur. 1678, zm. 1741). Pozostawił on po sobie koncerty na jedną lub dwie mandoliny i orkiestrę. Innymi kompozytorami byli np. Johann Adolf Hasse, Giovanni Hoffmann, Giovanni Francesco Guiliani.